# Greg Delawie
Greg Delawie, właściwie Gregory T. Delawie (ur. 1957) – amerykański ekonomista i dyplomata, ambasador Stanów Zjednoczonych w Kosowie (2015–2018).

## Życiorys
W 1981 roku ukończył studia ekonomiczne na Uniwersytecie Harvarda, następnie pracował w zawodzie ekonomisty. Od 1983 do 1985 zastępował amerykańskiego konsula w urzędzie kosularnym we Frankfurcie nad Menem, następnie był zastępcą ambasadora Stanów Zjednoczonych w Zagrzebiu (2004–2007) i w Berlinie (2009–2012). 29 czerwca 2015 roku został mianowany ambasadorem Stanów Zjednoczonych w Kosowie, listy uwierzytelniające złożył 21 sierpnia tego samego roku. Misję dyplomatyczną zakończył dnia 26 września 2018 roku.